# نروژ در ۱۸۱۴
سال ۱۸۱۴ میلادی سالی سرنوشت‌ساز در تاریخ نروژ بوده است. تا این زمان نروژ به همراه دانمارک بخشی از اتحاد دانمارک-نروژ بود. در مهٔ این سال در این کشور پیمان مشروطه و اعلام استقلال شد، ولی در پایان این سال پارلمان نروژ پذیرفت که سوئد و نروژ به رهبری پادشاه سوئد متحد شوند. تا ۱۹۰۵ میلادی نروژ توانست به استقلال کامل خویش دست یابد.

## رویداد
در جریان جنگ‌های ناپلئونی، کشور دانمارک-نروژ در جبههٔ ناپلئون بناپارت ایستاد، ولی از ۱۸۰۸ میلادی نیروی دریایی پادشاهی بریتانیا بندرهای نروژ را در محاصره درآورد. این محاصره سبب کاهش ارتباط میان دانمارک و نروژ شد. در سال ۱۸۰۹ در پی لشکرکشی‌های سوئد، تمایل به استقلال در نروژ افزایش یافت. سال‌های ۱۸۱۳ تا ۱۸۱۴ میلادی توأم با قحط‌سالی برای نروژی‌ها بود.
در ۷ ژانویهٔ ۱۸۱۴ فردریک ششم پادشاه دانمارک در پی تاخت و تازهای نیروهای متحد ضد ناپلئون و برای پیش‌گیری از دست دادن یوتلاند، پذیرفت تا نروژ را به کارل چهاردهم (ژان باپتیست ژول) واگذارد.
در این میان شاهزاده کریستین فردریک نخست کوشید تا نروژ را بخشی از دانمارک نگاه‌دارد، ولی هنگامی که پادشاه دانمارک در نامه‌ای از او خواست تا نروژ را وانهد و به دانمارک بازگردد، او تصمیم گرفت که خود قدرت را در دست گرفته و این کشور را مستقل اعلام کند. در نتیجه اعلام داشت که نایب‌السلطنهٔ نروژ است. در ۲۰ فوریهٔ همان سال، دولت سوئد فرستاده‌ای را نزدیک کریستین فردریک فرستاد تا بدو هشدار دهد که اعلام استقلال نروژ برخلاف پیمان کیل بوده و نروژ را در عمل درگیر نبرد با کشورهای پیروز در جنگ‌های ناپلئونی خواهد ساخت. با این حال تا اوایل مارس کریستین فردریک دست به تشکیل کابینه زده‌بود. سوئدی‌ها هم در منطقه‌های مرزی نروژ جزوه‌هایی را که نروژی‌ها را از فکر استقلال برحذر می‌داشت می‌پراکندند. از دید پادشاه سوئد، کریستین فردریک یک شورشی بود که به‌احتمال از سوی اشراف دانمارکی تحریک می‌شد. کریستین فردریک نماینده‌ای را به لندن فرستاد تا دربارهٔ استقلال نروژ با بریتانیا مذاکره‌کنند، ولی ثمری از این گسیل نماینده نبرد. در ۱ آوریل کریستین ششم باز نامه‌ای به کریستین فردریک نوشت و از او خواست تا دست از کوشش بدارد و به دانمارک بازگردد.
در این زمان نمایندگان نروژ به دو حزب و دارای دو باور متفاوت بخش شده‌بودند. حزب استقلال که اکثریت نمایندگان از آن بودند و بر استقلال نروژ پای می‌فشرد و حزب اتحاد که اقلیت را داشت و بر این باور بود که اتحاد نیم‌بند با سوئد دستاوردهای بیشتری برای نروژ خواهد داشت. سرانجام در ۱۶ آوریل اکثریت نمایندگان به پیروزی رسیده و نروژ را یک پادشاهی مستقل اعلام نمودند. در ۱ آوریل کمیته‌ای نخستین پیش‌نویس قانون اساسی را تهیه‌نمود. در ۴ مه دین نروژ لوتریانیسم قید شد و کاتولیک‌ها (از جمله پادشاه وقت سوئد) را از دستیابی به تاج و تخت محروم خواندند. همچنین یهود و یسوعی‌ها از ورود به پادشاهی تازه منع می‌شدند. همچنین به خارجی‌ها پس از ده سال اقامت، شهروندی نروژ اهداء می‌شد. سرانجام در ۱۷ مه، کریستین فردریک به‌اتفاق آرا به عنوان پادشاه نروژ برگزیده‌شد. این روز در نروژ به روز قانون اساسی شناخته شده است.
در ۵ ژوئن بریتانیا نماینده‌ای را به نروژ فرستاد. پادشاه تازه از این فرستاده پذیرایی نمود و از بریتانیا خواست تا میان او و سوئد میانجی‌گری نماید، ولی بریتانیایی‌ها این درخواست را نپذیرفتند. در ۲۶ ژوئن فرستاده‌هایی از روسیه، پروس، اتریش و بریتانیا به قصد قانع‌نمودن پادشاه نروژ و هشدار او به تازش احتمالی سوئد، به ونشبوی در سوئد وارد شدند. در ۳۰ ژوئن این هیئت به کریستینیا (اسلوی کنونی) رسید. ۲۰ ژوئیه برنادوت نامه‌ای به کریستین فردریک نوشت و او را به توطئه و ماجراجویی گستاخانه متهم نمود. در ۲۲ ژوئیه هیئت اعزامی دولت‌های خارجی با برنادوت دیدار نمودند و بدو پیشنهاد نمودند تا شرایط کریستین فردریک را برای اتحاد با سوئد بپذیرد، ولی او اولتیماتوم پیشین خود را برای حمله به نروژ تکرار نمود. در ۲۷ ژوئیه کریستین فردریک اولتیماتوم سوئد را رد نمود. در ۲۹ ژوئیه نیروهای سوئدی به نروژ تاختند.
سوئدی‌ها در آغاز پیروزی‌های قاطعی را به دست آوردند، ولی در نبرد لانگنس پیروزی با نروژی‌ها بود. در ۷ اوت نماینده‌های برنادوت به مرکز فرماندهی نروژی‌ها رفتند، آنان پیشنهاد نمودند که نروژ با سوئد یکپارچه شود و در عوض سوئد هم قانون اساسی نروژ را محترم‌دارد. در ۱۴ اوت میثاق موس در شهر موس به امضا رسید. مطابق این میثاق، نروژ پیمان کیل را می‌پذیرفت. سوئد هم قانون اساسی نروژ را- با در نظر گرفتن اصلاحیه‌هایی که اتحاد دو کشور را لحاظ کند- محترم می‌داشت. کریستین فردریک هم قدرتش را به نمایندگان مردم منتقل می‌ساخت و از هرگونه ادعایی بر تاج و تخت نروژ چشم می‌پوشید.